# Église Saint-Augustin d'Amandola
L'église Saint-Augustin d'Amandola ou « sanctuaire du Bienheureux Antonio » (en italien : chiesa di Sant'Agostino) est un édifice religieux catholique romain italien situé à Amandola dans les Marches. Il est l’une des constructions les plus significatives de la ville, datant du XVe siècle, caractérisée par un portail en style gothique de Marino di Marco Cedrino en 1468, d’inspiration vénitienne, et par un campanile réalisé par Pietro Lombardo,.
Le bâtiment a été construit à partir du XIVe siècle et déjà agrandie au début du XVe siècle par le prieur de l’époque du couvent Antonio Migliorati, puis consacré en 1759 par le pape Clément XIII. Après la mort du prieur, les travaux de l’église se poursuivirent. En 1464, Pietro Lombardo éleva le campanile gothique à deux ouvertures. 

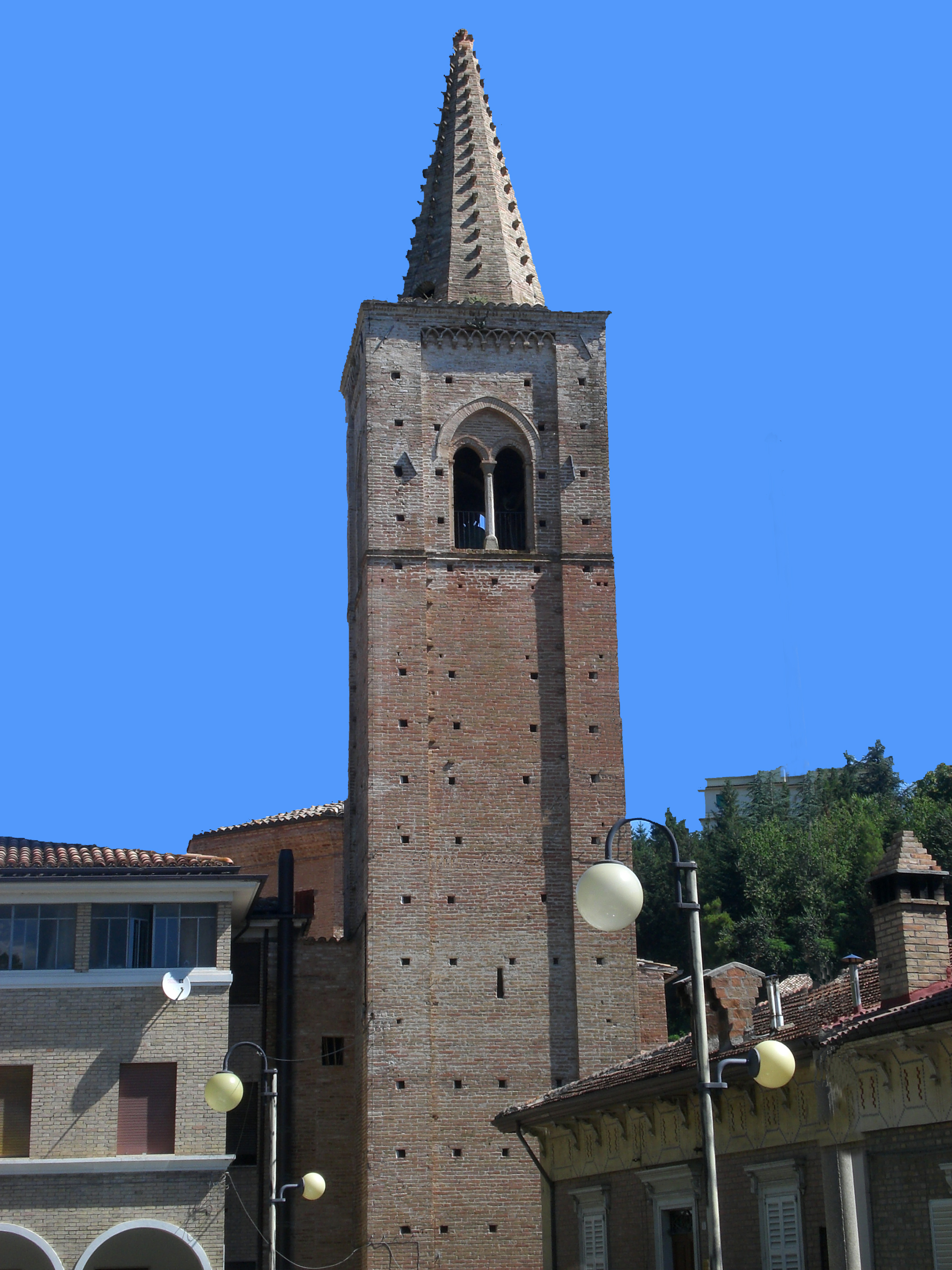
Campanile de Pietro Lombardo.
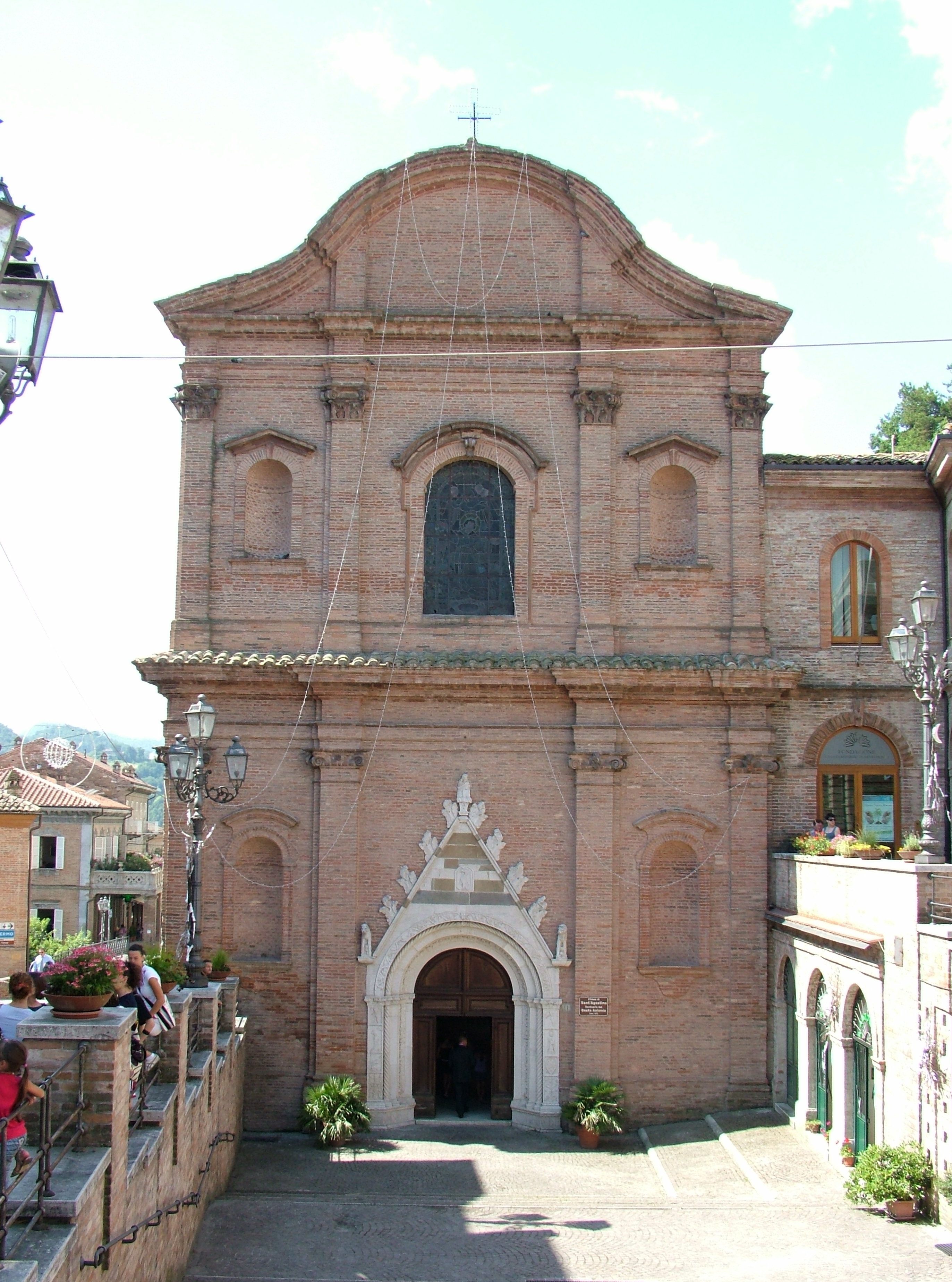
Façade de l’église.
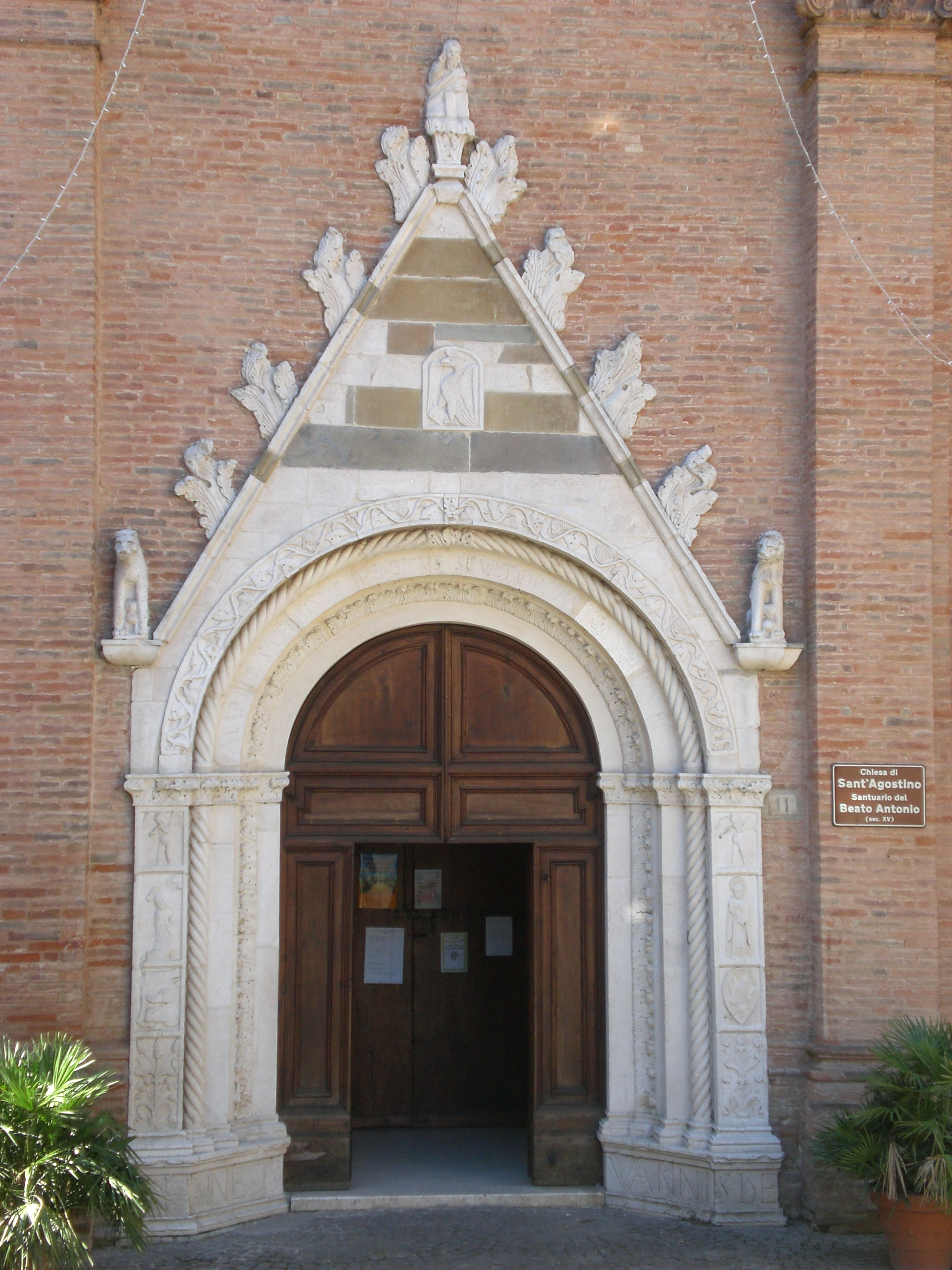
Portail de Marino di Marco Cedrino.
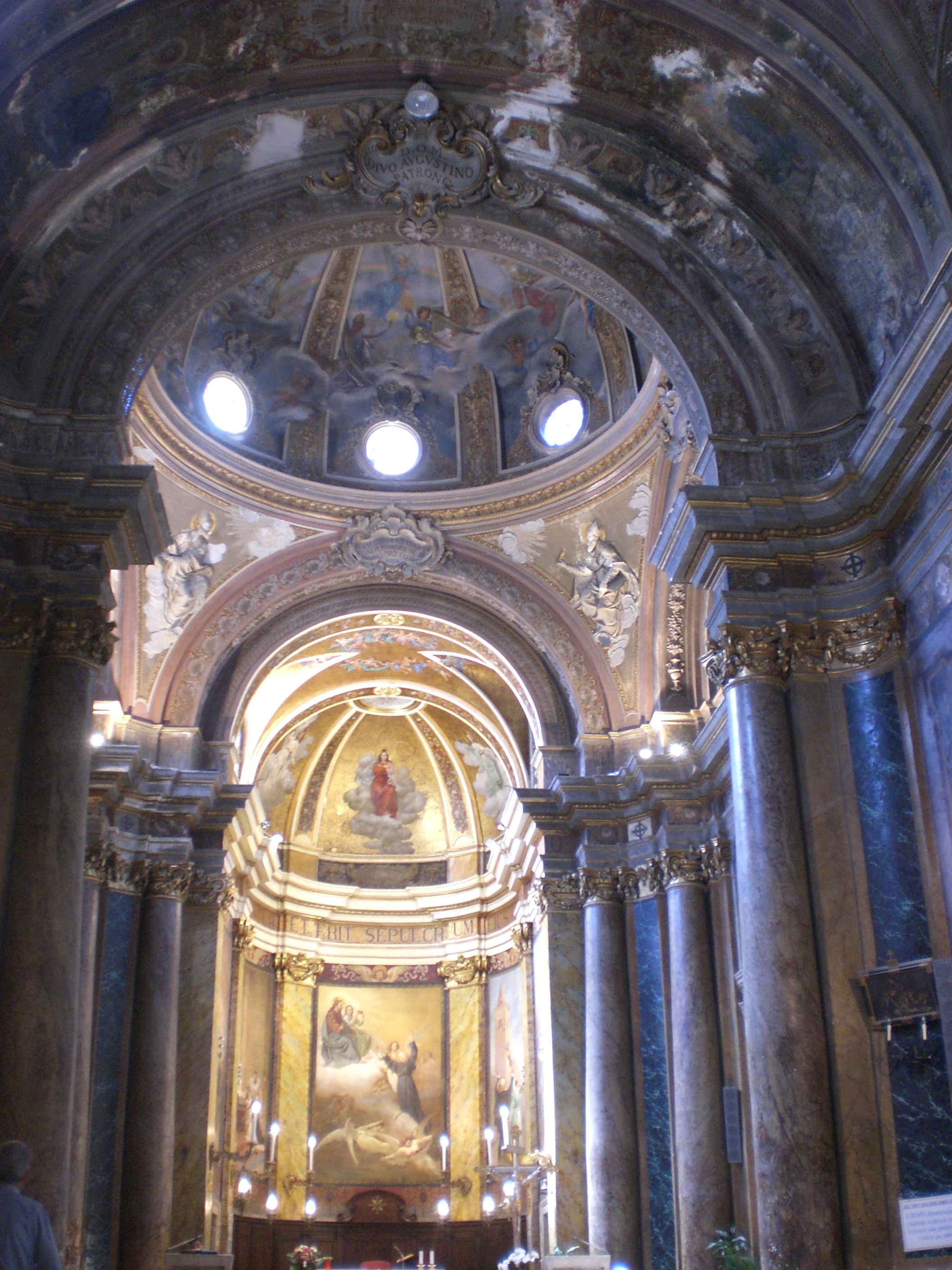
intérieur.

## Sources
- (it) Cet article est partiellement ou en totalité issu de l’article de Wikipédia en italien intitulé « chiesa di Sant'Agostino (Amandola) » (voir la liste des auteurs).